# Курочкин, Павел Константинович
Па́вел Константи́нович Ку́рочкин (12 марта 1925, д. Подберезье, Новгородская губерния — 19 марта 1981, Москва) — советский философ, специалист в области религиоведения и научного атеизма, по проблемам эволюции и модернизации русского православия в социалистическом обществе, вопросам нравственного, гуманистического содержания научного атеизма и его роли в формировании научно-материалистического мировоззрения. Доктор философских наук, профессор.

## Биография
Родился в деревне Подберезье (ныне — Окуловского района Новгородской области) в семье рабочего.
Участник Великой Отечественной войны. Получил тяжёлые ранения при обороне Ленинграда, позднее ускорившие его смерть.
В 1946—56 годы — редактор районной газеты, лектор Новгородского областного комитета ВКП(б).
В 1953 году окончил философский факультет ЛГУ имени А. А. Жданова, а в 1961 году там же аспирантуру.
В 1956—1959 годы — старший преподаватель Новгородского государственного педагогического института.
В 1961 году защитил диссертацию на соискание учёной степени кандидата философских наук по теме «Православие и гуманизм».
В 1970 году защитил диссертацию на соискание учёной степени доктора философских наук по теме «Эволюция современного русского православия».
Окончил Академию общественных наук при ЦК КПСС, где затем был доцентом, а потом и профессором  кафедры марксистско-ленинской философии и руководителем кафедры теории и методов идеологической работы. Один из создателей и (с 1977 года) директор Института научного атеизма Академии общественных наук при ЦК КПСС.

## Научная деятельность
В 1960-е годы П. К. Курочкин, исследуя религиозное сознание советского народа, обосновывал концепцию модернизации религии и эволюции Русской православной церкви. Им проводилось сравнительное изучение религиозного и атеистического содержание гуманизма, идеала, смысла жизни, равенства и справедливости. Не отрицая нравственного и исторического духовного-культурного значения религии и церкви, выступал против их абсолютизации. Считал, что научно-атеистическое мировоззрение имеет гуманистическое содержание. В духовной и культурной сферах выступал в защиту ценности реальной жизни, а в вопросах нравственности отдавал предпочтение коллективистским нормам морали, противопоставляя их индивидуалистским.

## Научные труды

### Монографии и брошюры
- Курочкин П. К. Православие и гуманизм / Акад. обществ. наук при ЦК КПСС. Кафедра философии. — М.: Изд-во ВПШ и АОН, 1962. — 167 с.
- Курочкин П. К. Идеология современного православия. — М. : [б. и.], 1965. — 31 с. (В помощь лектору/ О-во «Знание» РСФСР. Науч.-метод. совет по пропаганде науч. атеизма).
- Курочкин П. К. Социальная позиция русского православия. — М. : Знание, 1969. — 45 с. На обл.: Новое в жизни, науке, технике. Сер. «Естествознание и религия». 5
- Курочкин П. К. Эволюция современного русского православия / Акад. обществ. наук при ЦК КПСС. Ин-т научного атеизма. — М.: Мысль, 1971. — 273 с.
- Гордиенко Н. С., Комаров П. М., Курочкин П. К. Политиканы от религии. Правда о «русской зарубежной церкви». — М.: |Мысль, 1975. — 191 с.
- Гордиенко Н. С., Курочкин П. К. Особенности модернизации современного русского православия. — М.: Общество «Знание» РСФСР, 1978. — 64 с. (Новое в жизни науке, технике. Сер. «Научный атеизм»,№ 3)
- Курочкин П. К. К вопросу о предмете научного атеизма: (Сокр. стеногр. лекции). — М.: Знание, 1980. — 16 с.
- Курочкин П. К., Калашников М. Ф. Формирование научно-материалистического мировоззрения молодёжи. — М.: Знание, 1981. — 64 с.

### Статьи
- Курочкин П. К. К оценке процесса модернизации религии в современных условиях // Вопросы научного атеизма. Вып. 2. Модернизация религии в современных условиях / Акад. обществ. наук ЦК КПСС. Ин-т научного атеизма. — М.: Мысль, 1966. — С. 5—38. — 439 с. — 23 000 экз.
- Грекулов Е. Ф., Курочкин П. К. Исследование православия в советской литературе // Вопросы научного атеизма. Вып. 4. Победы научно-атеистического мировоззрения в СССР за 50 лет / Акад. обществ. наук ЦК КПСС. Ин-т научного атеизма. — М.: Мысль, 1967. — С. 287—325. — 463 с. — 22 000 экз.
- Гордиенко Н. С., Курочкин П. К. Либерально-обновленческое движение в русском православии начала XX в. // Вопросы научного атеизма. Вып. 7 / Редкол. А. Ф. Окулов (отв. ред.); Акад. обществ. наук ЦК КПСС. Ин-т научного атеизма. — М.: Мысль, 1969. — С. 313—340. — 471 с. — 17 000 экз.
- Курочкин П. К. Атеизм и нравственный прогресс // Вопросы научного атеизма. Вып. 15. Научный атеизм в высшей школе / Редкол. А. Ф. Окулов (отв. ред.); Акад. обществ. наук ЦК КПСС. Ин-т научного атеизма. — М.: Мысль, 1973. — С. 81—94. — 325 с. — 19 000 экз.
- Курочкин П. К. Эволюция религии и церкви в социалистическом обществе // Вопросы научного атеизма. Вып. 21. Атеизм и религия в условиях социалистического общества / Редкол. А. Ф. Окулов (отв. ред.); Акад. обществ. наук ЦК КПСС. Ин-т научного атеизма. — М.: Мысль, 1977. — С. 19—36. — 308 с. — 21 750 экз.
- Курочкин П. К. Атеизм и атеистическое воспитание в обществе господствующего научно-материалистического мировоззрения // Вопросы научного атеизма. Вып. 23. Философские проблемы атеизма и критики религии / Редкол. П. К. Курочкин (отв. ред.); Акад. обществ. наук ЦК КПСС. Ин-т научного атеизма. — М.: Мысль, 1978. — С. 26—56. — 311 с. — 21 500 экз.
- Гордиенко Н. С., Курочкин П. К. Основные особенности эволюции религии и церкви в условиях социалистического общества // Вопросы научного атеизма. Вып. 25. Атеизм, религия, церковь в истории СССР / Акад. обществ. наук ЦК КПСС. Ин-т научного атеизма. — М.: Мысль, 1980. — С. 223—243. — 341 с. — 20 000 экз.